# Theodore W. Lay II

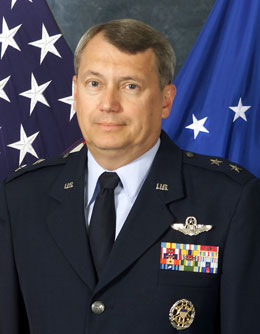
Theodore W. Lay

Theodore W. Lay II (* um 1951) ist ein pensionierter Generalmajor der United States Air Force. Er war unter anderem Kommandeur der 13. Luftflotte.

## Biografie
Lay studierte zunächst das Fach Biologie an der Millikin University in Decatur in Illinois. Im Jahr 1971 trat er der amerikanischen Luftwaffe bei. Über deren Officer Training School gelangte er im Jahr 1973 in das Offizierskorps der United States Air Force. Dort durchlief er anschließend alle Offiziersränge vom Leutnant bis zum Zwei-Sterne-General.
Im Lauf seiner militärischen Karriere absolvierte er verschiedene Kurse und Schulungen. Dazu gehörten unter anderem Ausbildungen zum Flugnavigator und zum Piloten; die Squadron Officer School auf der Maxwell Air Force Base in Alabama, die U.S. Air Force Fighter Weapons School auf der Nellis Air Force Base in Nevada, das Air Command and Staff College, ebenfalls auf der Maxwell AFB, und das National War College in Fort Lesley J. McNair in Washington, D.C. Außerdem erhielt er einen akademischen Grad von der Auburn University.
In seinen frühen Jahren als Offizier der Luftwaffe war er auf verschiedenen Stützpunkten in den Vereinigten Staaten stationiert. Dabei war er als Flugnavigator, Pilot, Flugausbilder oder Stabsoffizier bei unterschiedlichen Einheiten tätig. Dazwischen absolvierte er die erwähnten Schulungen. Zwischen August 1974 und Dezember 1976 war er als Waffenoffizier (weapons system operator) auf der Royal Air Force Base Lakenheat in England stationiert. Danach war er an verschiedenen Standorten und in verschiedenen Positionen in den Vereinigten Staaten tätig.
Nachdem Theodore Lay im Juni 1992 sein Studium am National War College abgeschlossen hatte, wurde er als Oberst auf die Elmendorf Air Force Base in Alaska versetzt. Dort kommandierte er bis zum August 1994 die 3. Operationsgruppe (3rd Operations Group). Anschließend gehörte er bis zum Juli 1996 in verschiedenen Funktionen dem Stab der Joint Chiefs of Staff an. Im Juli 1996 übernahm er auf der Langley Air Force Base in Virginia das Kommando über das 1. Kampfgeschwader (1st Fighter Wing), das er bis zum Oktober 1997 innehatte. Anschließend wurde er auf der Nellis AFB mit dem Kommando über das 57. Geschwader (57th Wing) betraut. Diese Position bekleidete er zwischen Oktober 1997 und Mai 1999. In der Folge kehrte er zum Stab der Joint Chiefs of Staff zurück, wo er bis zum November 2000 in deren Abteilung für politisch-militärische Angelegenheiten in Asien, dem Pazifik und dem mittleren Osten tätig war (Deputy Director for Politico-Military Affairs, Asia/Pacific and Middle East, the Joint Staff, Washington, D.C.)
Am 14. November 2000 übernahm Theodore Lay auf der Andersen Air Force Base auf Guam als Nachfolger von Daniel M. Dick das Kommando über die 13. Luftflotte (Thirteenth Air Force). Dieses Amt bekleidete er bis zum 21. Dezember 2002, als Dennis R. Larsen seine Nachfolge antrat. Seine nächste und letzte militärische Mission führte in nach Stavanger in Norwegen. Dort gehörte er bis zum Dezember 2003 dem Stab des NATO-Hauptquartiers Nord (Joint Headquarters North) an. Danach wurde er bis zum Jahr 2004 ebenfalls in Stavanger Stabsoffizier beim Joint Warfare Centre (Deputy Director, Joint Warfare Center). Anschließend schied er aus dem aktiven Militärdienst aus.
Während seiner aktiven Zeit als Militärpilot bzw. Flugnavigator absolvierte er über 3600 Flugstunden auf verschiedenen Flugzeugtypen.

## Daten der Beförderungen
| Abzeichen | Rang               | Jahr            |
| --------- | ------------------ | --------------- |
|           | Second Lieutenant  | 8. Februar 1973 |
|           | First Lieutenant   | 8. Februar 1975 |
|           | Captain            | 8. Februar 1977 |
|           | Major              | 1. Oktober 1983 |
|           | Lieutenant Colonel | 1. Mai 1987     |
|           | Colonel            | 1. Januar 1992  |
|           | Brigadier General  | 1. Juli 1997    |
|           | Major General      | 1. Juli 2000    |

## Orden und Auszeichnungen
Theodore Lay erhielt im Lauf seiner militärischen Laufbahn unter anderem folgende Auszeichnungen:
- Defense Distinguished Service Medal
- Defense Superior Service Medal
- Legion of Merit
- Meritorious Service Medal
- Air Force Commendation Medal
- Joint Meritorious Unit Award
- Combat Readiness Medal